# Agrochola signata
Agrochola signata là một loài bướm đêm trong họ Noctuidae.